# (6868) Seiyauyeda
(6868) Seiyauyeda (1992 HD) – planetoida z pasa głównego asteroid okrążająca Słońce w ciągu 4,34 lat w średniej odległości 2,66 j.a. Odkryta 22 kwietnia 1992 roku.